# Szaloncukor

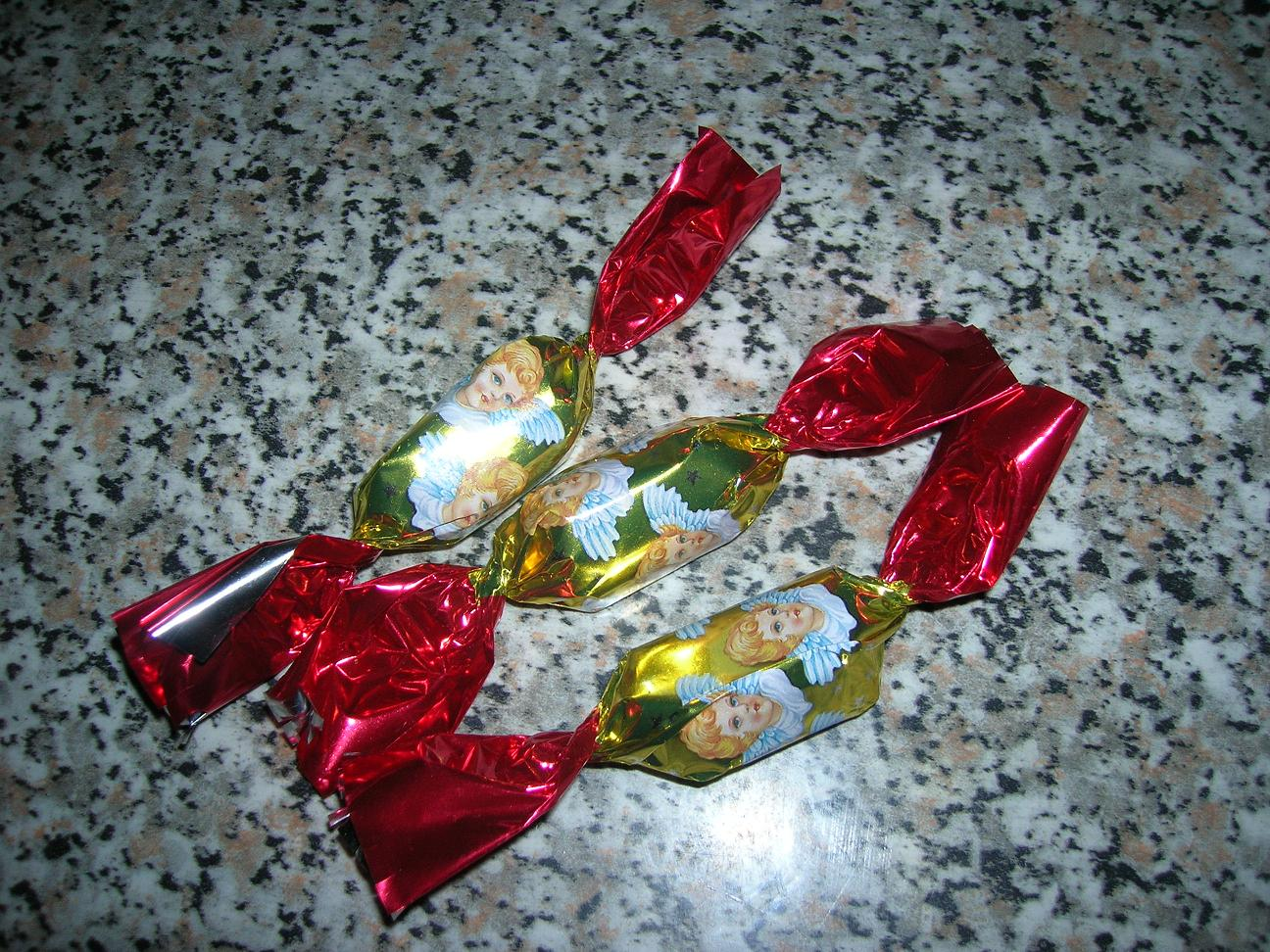
Karácsonyi angyalkás magyar szaloncukor

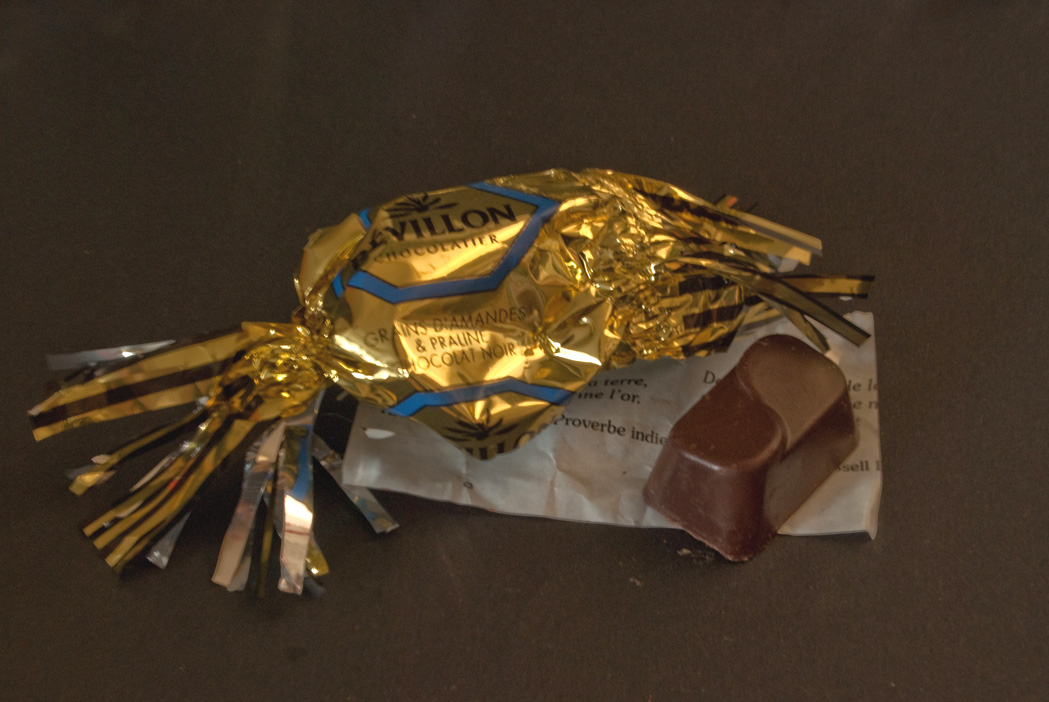
A hagyományos francia Papillote nevű, papírhüvelybe csavart cukorkát Lyonban készítik

A szaloncukor (szlovákul: salónka) hagyományosan magyar édesipari termék – szemenként selyem- és sztaniolpapírba csomagolt cukorka –, amelyet a magyar családok a karácsonyfa díszítésére használnak. Magyarországon kívül csak Szlovákiában és Romániában terjedt el.

## Történet
A szaloncukor ősét (a fondant-cukrot, ami túltelített cukoroldatból felfőzéssel készült, puha, kikristályosított massza) a franciák a 14. században kezdték el készíteni, tőlük német bevándorló cukorműves mesterek közvetítésével, a 19. század első harmadában érkezett Magyarországra, majd vált népszerű karácsonyi édességgé és egyúttal a magyar karácsonyfák csillogó díszévé is. A francia papillote (hajcsavaró papír, papírhüvely) nevű fondant-cukorka (folyadékkal töltött cukorka) sztaniolpapír csomagolásának belsejére aforizmákat nyomtattak.
Magyarországon a szaloncukrot kezdetben kézzel készítették, de a 19. század végén megjelentek az első fondantkészítő gépek, amelyek a Stühmer Frigyes hamburgi cukrászmester által alapított, első magyar gőzüzemű csokoládégyárban működtek, és gyártották a karácsonyi édességet a Gerbeaud cukrászda számára.
„Jókai még szalonczukkedlinek nevezte a szaloncukrot, ugyanis a cukorka neve a német salonzuckerl szóból ered. 1891-ben jelent meg Hegyesi József magyar-franczia szakács és vállalkozó »A legújabb házi czukrászat« című kézikönyve, amelyben tizenhétféle szaloncukrot ír le, így pl.: szalon-ananász czukorkák, szaloncréme-bonbonok, szalon-marasquin-czukorkák, szalon-pisztácz-czukorkák.”
Kugler Géza az 1891-ben megjelent „Legújabb nagy házi cukrászat” című könyvében már 17 féle szaloncukorreceptet írt le. A magyar cukrászdák szaloncukrait a vevők készletről vásárolhatták vagy meg is rendelhették. A megrendelő határozhatta meg, hogy milyen ízű szaloncukrot, milyen színű szaloncukorpapírba, valamint milyen színű és minőségű (sima vagy préselt mintájú) sztaniolba csomagolva kér.
A szaloncukor-készítési műveletek közül legtovább a csomagolópapír rojtozása maradt kézi, de később az ún. ricselő gép segítségével ezt is gépesítették. A régi, híres cukrászdákban az inasok feladata volt a rojtozó gépet működtetni. A legnevesebb cukrászdákban óriási mennyiségű szaloncukrot készítettek. A formákat átszitált rizslisztbe nyomták, ezután öntötték a folyékony, főzött cukormasszát az  így keletkezett mélyedésbe. A cukor megdermedése és megszáradása után csomagolták a szaloncukrot a szivárvány minden színében pompázó, csillogó sztaniolpapírba.
Karácsony környékén a magyarok mintegy 6 milliárd forint értékben költenek szaloncukorra. Háztartásonként mintegy 1 kilogramm az átlagosan megvásárolt mennyiség. A vásárlók árérzékenységét mutatja, hogy kettő ezer forint körül mozog átlagosan 2018-ban a vásárlók ártűrő képessége, azaz itt húzódik a vásárlóknál az a lélektani határ, amely felett már átgondoltabbá válik a drágább szaloncukrok vásárlása.

## Egészségügyi vonatkozások
Az Országos Élelmezés- és Táplálkozástudományi Intézet 2012-es kutatása kimutatta, hogy a legtöbb (a vizsgált nyolcból hét) szaloncukorban az egészségesnél jóval több transz-zsírsav található.